# Pommereuil British Cemetery
Le cimetière « Pommereuil British Cemetery » est un cimetière militaire de la Première Guerre mondiale situé sur le territoire de la commune du Pommereuil dans le Nord.

## Localisation
Ce cimetière est situé à l'intérieur du village, rue du Cateau.

## Historique
Le Pommereuil a été occupé par les Allemands fin août 1918 après la bataille du Cateau et n'a été repris par les troupes britanniques et australiennes après de violents combats les 23 et 24 octobre 1918 et le cimetière a été créé par la 25e division après la capture du village. Ce cimetière britannique comprend 173 tombes. À l'origine, il contenait un mémorial en bois destiné à ceux qui l'ont érigé, à leurs officiers et aux hommes tombés le 23 octobre.

## Caractéristique
Le cimetière a été conçu par W H Cowlishaw.

## Galerie

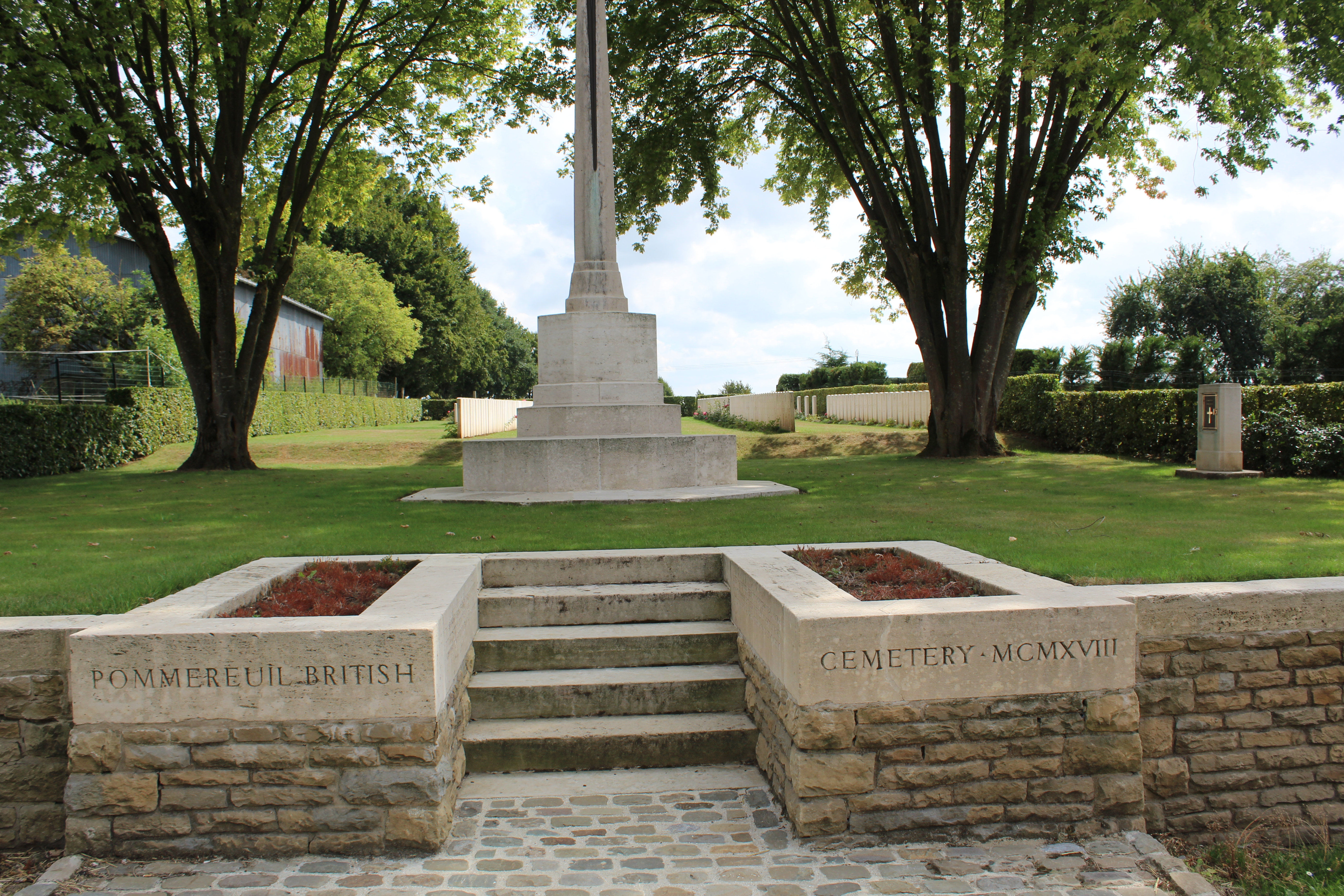
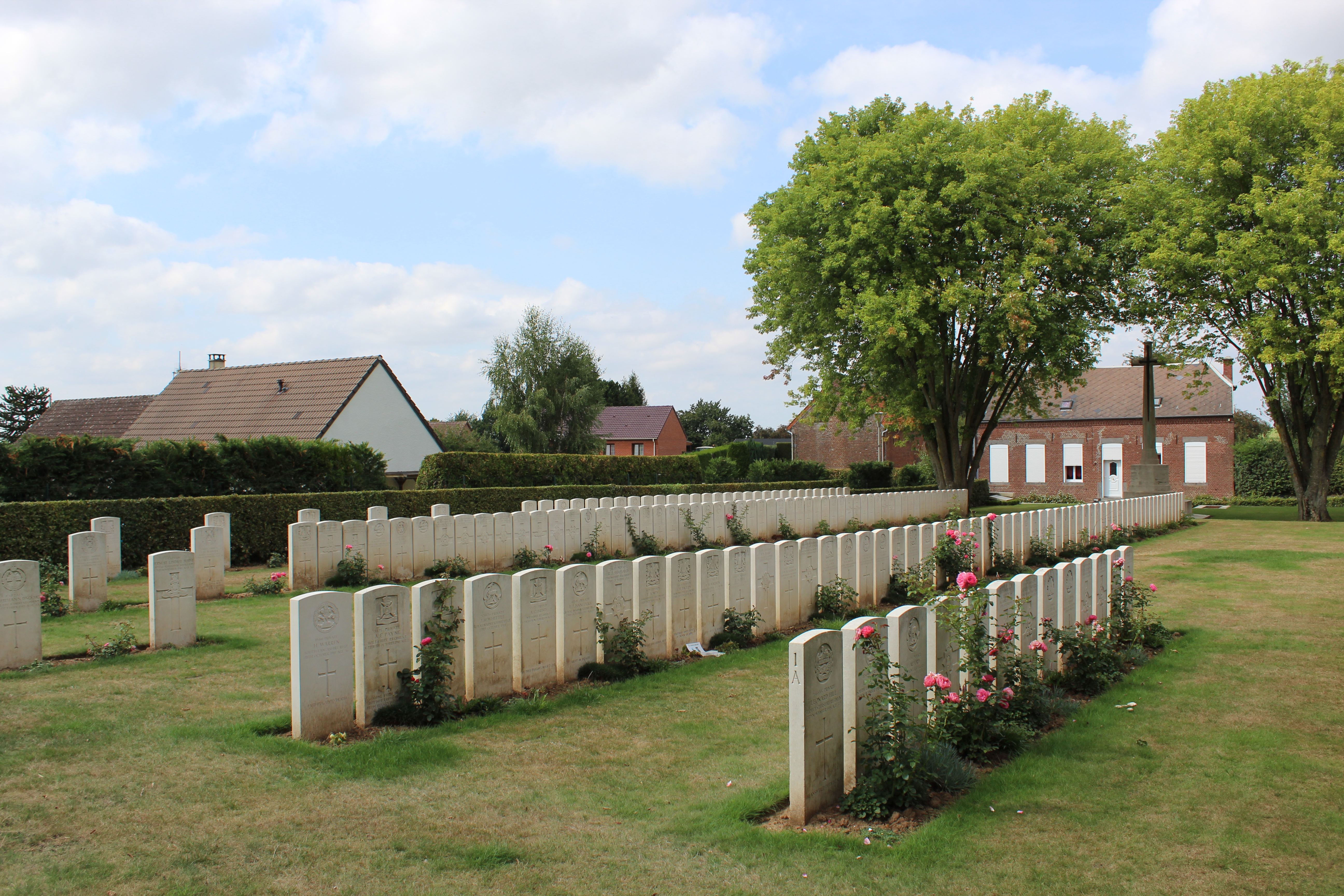
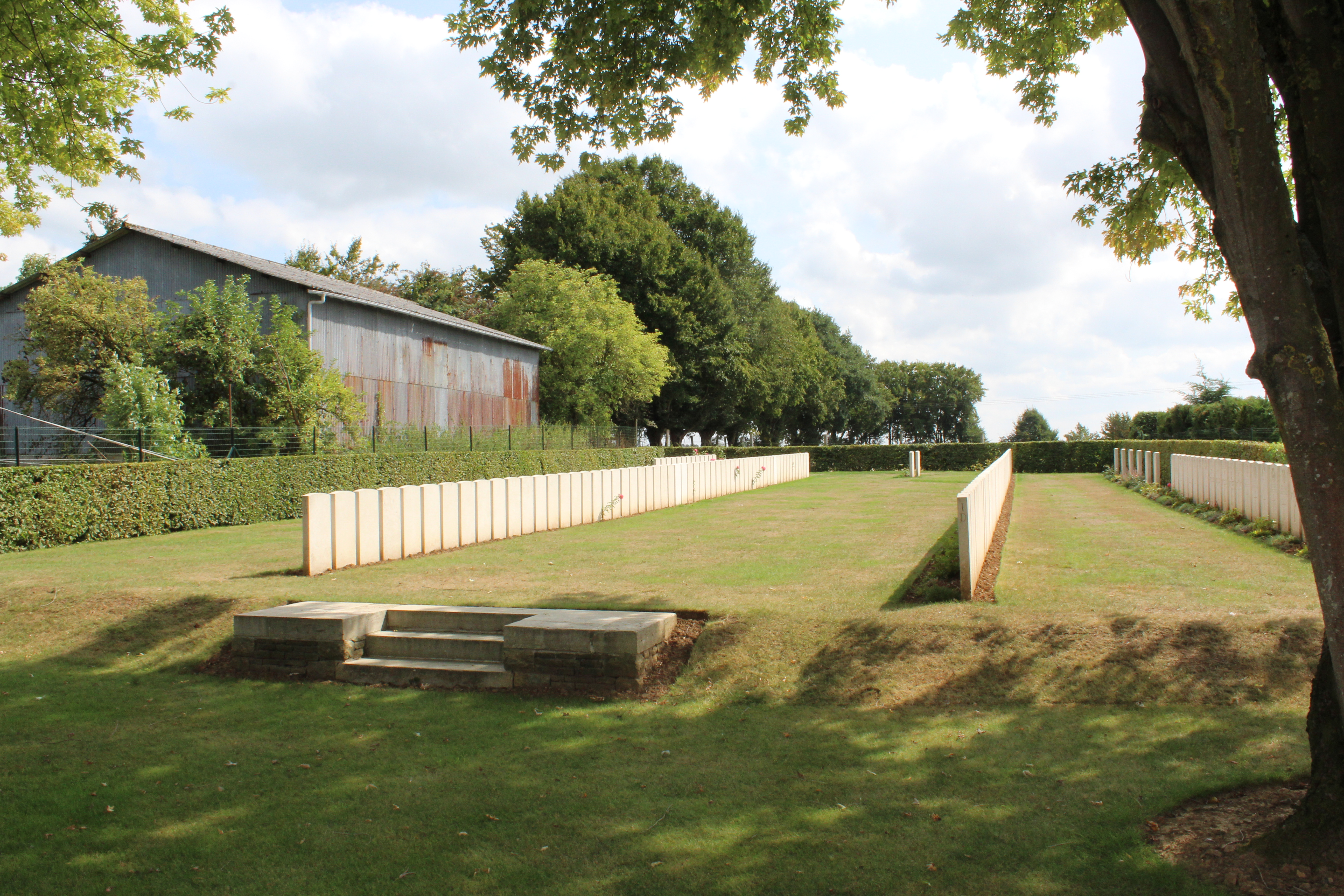
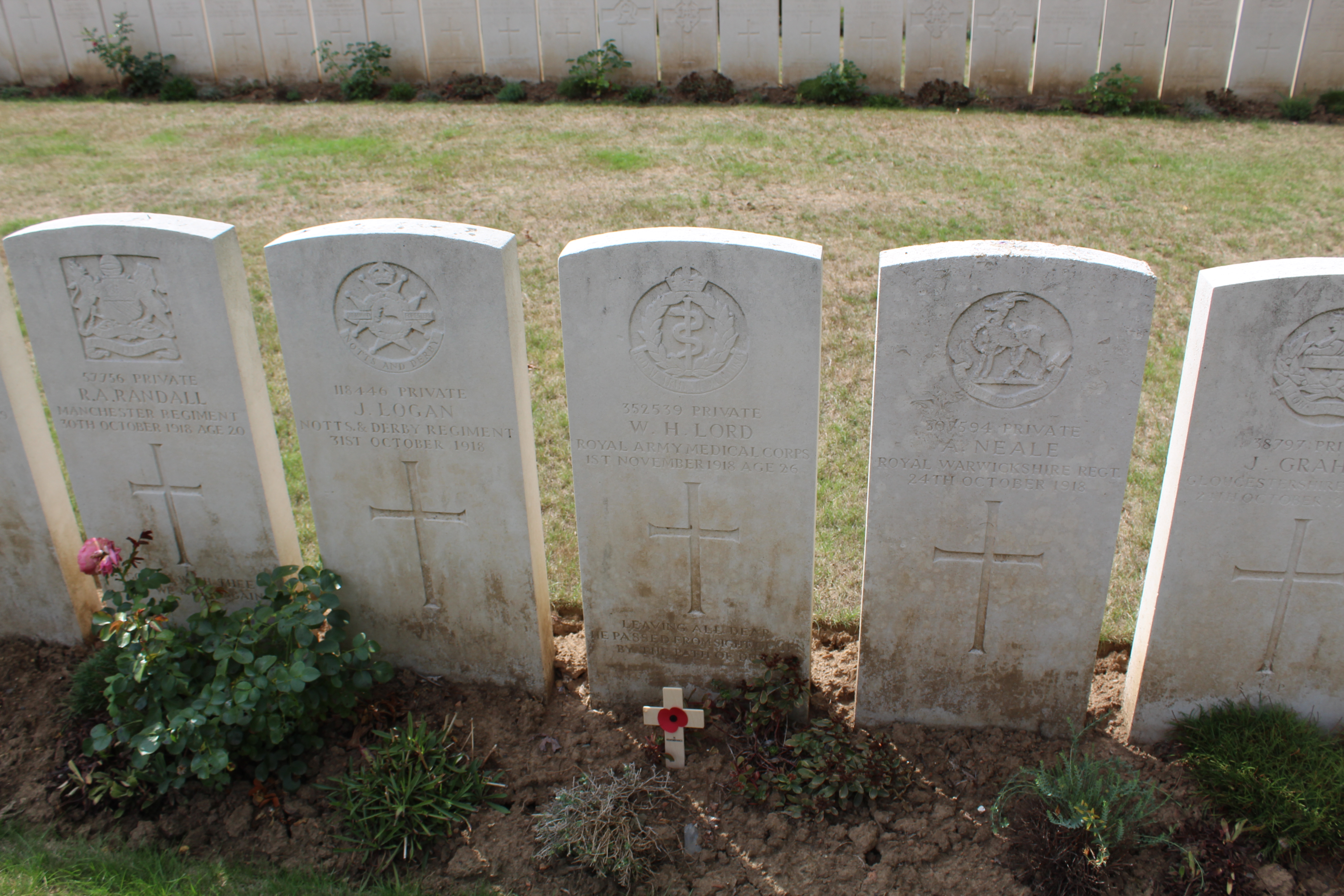

## Sépultures
| Pays        | Sépultures |
| ----------- | ---------- |
| Royaume-Uni | 171        |
| Australie   | 2          |
| Total       | 173        |